# (4648) Tirion
(4648) Tirion es un asteroide perteneciente al cinturón de asteroides, descubierto el 18 de octubre de 1931 por Karl Wilhelm Reinmuth desde el Observatorio de Heidelberg-Königstuhl, Alemania.

## Designación y nombre
Designado provisionalmente como 1931 UE. Fue nombrado Tirion en honor al cartógrafo del cielo holandés Wil Tirion.